# Émeutes lyonnaises contre l'octroi

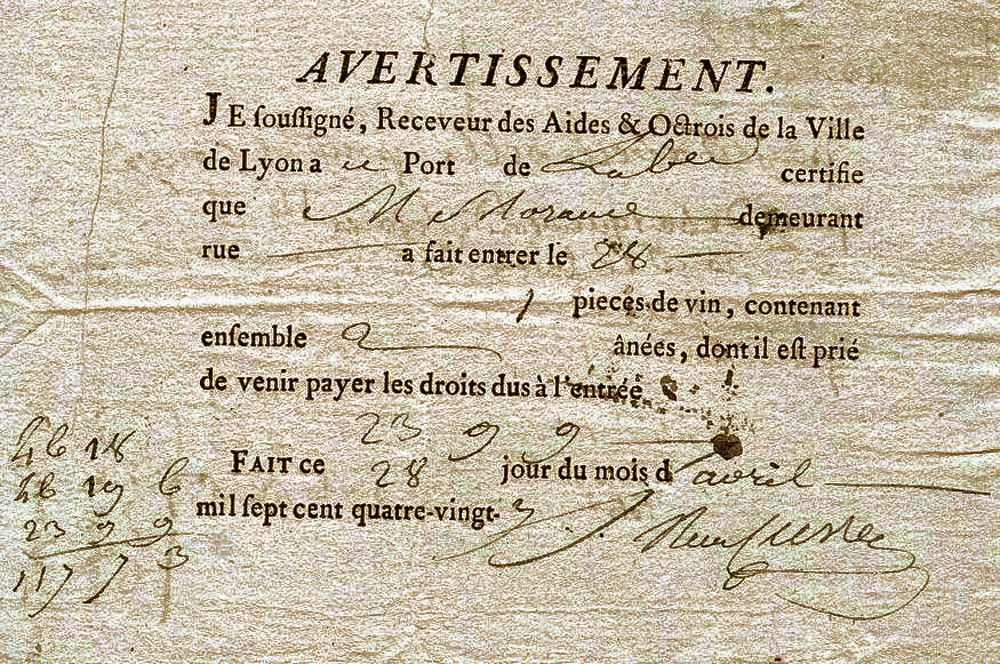
Bon d'octroi pour une pièce de vin en 1783 à Lyon.

Les émeutes contre l'octroi sont des évènements révolutionnaires qui ont lieu à Lyon en juin-juillet 1789 puis en juillet 1790.

## La première émeute
La première émeute commence le 30 juin et se termine le 4 juillet 1789. Elle prend ses racines, d'une part, dans la situation de chômage élevé au sein des fabriques lyonnaises, synonyme de baisse du niveau de vie (un tiers des 15 000 actifs lyonnais étaient au chômage en 1789). Les barrières de l'octroi, accusées d'augmenter le prix des denrées, augmentaient également le mécontentement. De plus, les évènements parisiens de juin 1789, la réunion des États-Généraux entre autres, attisent l'agitation politique au sein de la population lyonnaise.
Le 30 juin, une grande foule se rassemble. Menée par un dénommé Villarme, elle s'en prend aux agents de l'octroi, et saccage les bureaux des Fermiers Généraux, situés aux entrées de la ville. Le premier échevin Imbert-Colombès, en l'absence du prévôt des marchands Tolozan de Montfort, appelle la troupe en renfort : le régiment suisse de Sonnenberg entre dans la ville, pour notamment défendre l'arsenal menacé d'être pillé par les émeutiers. Le calme revient finalement, et plusieurs émeutiers sont exécutés.

## La seconde émeute
La seconde émeute dure trois semaines, du 8 au 28 juillet 1790 et culminent le 21 juillet. Elle voit les gardes nationaux et les émeutiers faire cause commune. En plus du régiment suisse de Sonnenberg, celui, allemand, de La Marck, complète cette fois-ci le camp des forces de l'ordre, depuis le renversement du Consulat début janvier[Passage problématique]. Le 19, un soldat suisse, Lagier, est assassiné par la foule. En réaction, les régiments suisse et allemand quadrillent le quartier Pierre-Scize, désarmant la population depuis le 25 et le pillage de l'arsenal par les ouvriers de la soie. Durant la répression, un Savoyard est pendu pour l'incendie d'une barrière.